# Hansford T. Johnson

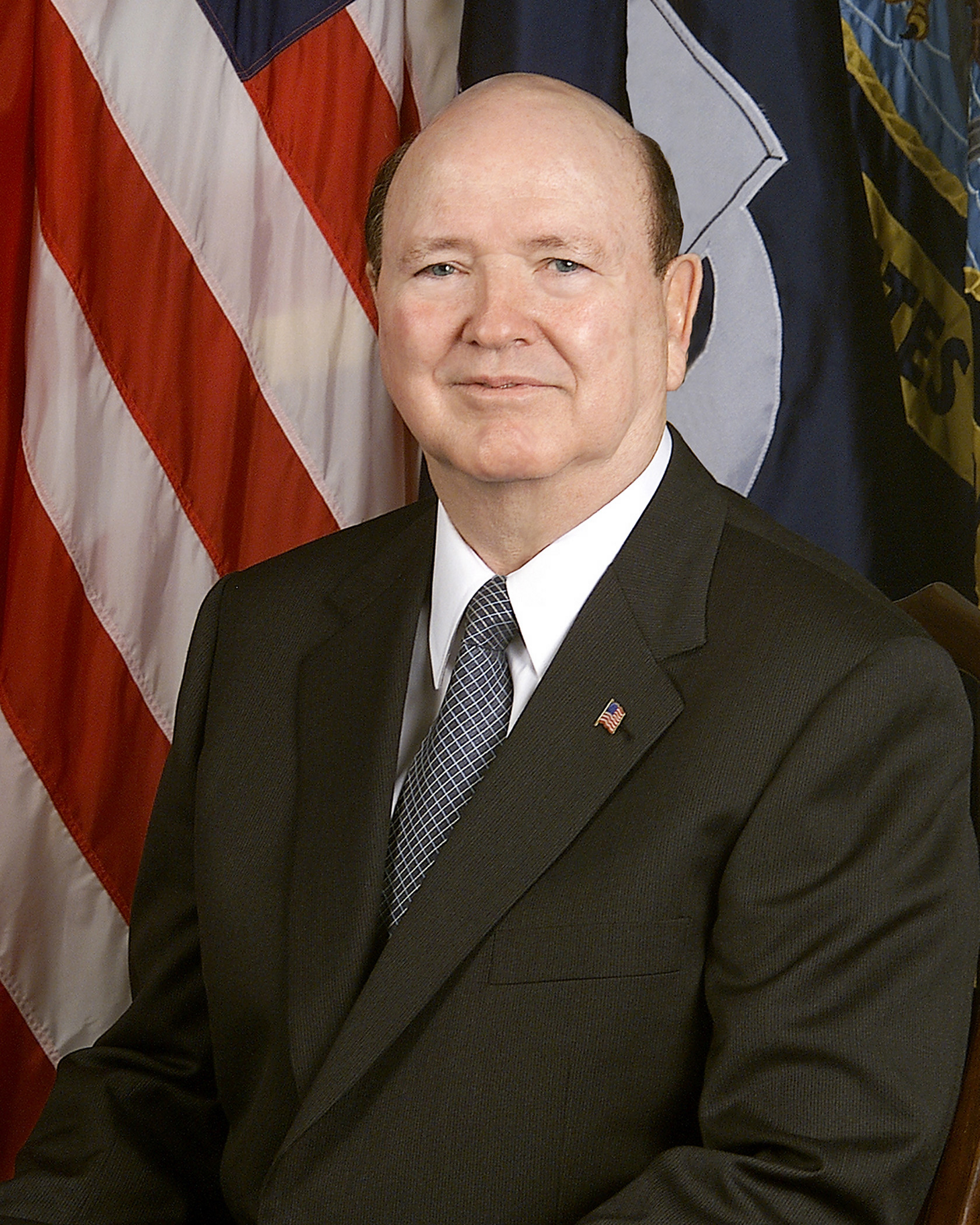
Hansford T. Johnson

Hansford Tillman Johnson (* 3. Januar 1936 in Aiken, South Carolina) ist ein pensionierter General der United States Air Force. Er war unter anderem Kommandeur des Air Mobility Command. Außerdem war er zwischen Februar und September 2003 kommissarischer United States Secretary of the Navy.
Im Jahr 1959 absolvierte er die United States Air Force Academy in Colorado Springs. Nach seiner Graduation wurde er als Leutnant in das Offizierskorps der Air Force aufgenommen. In der Folge durchlief er alle Offiziersgrade vom Leutnant bis zum Vier-Sterne-General.
Im Lauf seiner militärischen Karriere absolvierte er verschiedene Kurse und Schulungen. Dazu gehörten unter anderem eine Ausbildung zum Kampfpiloten und weitere Fortbildungskurse als Pilot neuer Flugzeugtypen; die Squadron Officer School auf der Maxwell Air Force Base in Alabama; das Command and General Staff College der United States Army in Fort Leavenworth in Kansas und das National War College in Fort Lesley J. McNair in Washington, D.C. Außerdem erhielt er akademische Grade von der Stanford University, der University of Colorado und dem Dartmouth College.
Im Jahr 1967 war Johnson im Vietnamkrieg eingesetzt. Dabei flog er 423 Kampfeinsätze, davon 71 über Nordvietnam oder an der demilitarisierten Zone. Zwischen Mai 1968 und Juli 1971 war er als Ausbilder und Lehrer an der Air Force Academy in Colorado Springs. Daran schloss sich sein Studium am Army Command and General Staff College an. In den folgenden drei Jahre war Johnson Stabsoffizier in der Abteilung für Planungen im Hauptquartier der Air Force.
Im Juni 1976 wurde er auf die Castle Air Force Base in Kalifornien versetzt, wo er dem Stab des 93. Bombergeschwaders (93rd Bombardment Wing) angehörte. Zwischen April 1979 und Februar 1981 kommandierte er auf der March Air Force Base, ebenfalls in Kalifornien, das 22. Bombergeschwader (22nd Bombardment Wing). Daran schloss sich eine Versetzung zur Offutt Air Force Base in Nebraska an, wo er der Planungsabteilung des Strategic Air Commands angehörte.
Im November 1982 wurde Hansford Johnson zum Hauptquartier der Air Force versetzt, wo er bis 1985 verschiedene Aufgaben als Stabsoffizier wahrnahm. Danach leitete er zwischen Oktober 1985 und Dezember 1986 die Stabsabteilung für Operationen beim Strategic Air Command. Danach wurde er auf die Hickham Air Force Base in Hawaii versetzt, wo er stellvertretender Kommandeur der Pacific Air Forces wurde (Vice Commander Pacific Air Forces). Es folgte eine Versetzung zur MacDill Air Force Base in Florida. Dort war er zwischen August 1987 und November 1988 stellvertretender Kommandeur des United States Central Commands. Damals war er auch in Planungen während des Ersten Golfkriegs eingebunden.
Zwischen November 1988 und September 1989 bekleidete Johnson das Amt des Director of the Joint Staff, eine hohe Generalstabsstelle bei den Joint Chiefs of Staff. Zwischen dem 22. September 1989 und dem 24. August 1992 war er kommandierender General des United States Transportation Command. Ab dem 1. Juni 1992 bis zum 25. August amtierte er gleichzeitig als Oberbefehlshaber des Air Mobility Command. Dabei war er sowohl an der US-Invasion in Panama als auch während des Zweiten Golfkriegs an den organisatorischen Planungen der amerikanischen Luftoperationen beteiligt. Anschließend schied er aus dem aktiven Militärdienst aus.
Während seiner aktiven Zeit als Militärpilot absolvierte er über 7000 Flugstunden auf verschiedenen Flugzeugtypen.
Nach seiner Pensionierung wurde Hansford Johnson als Vizepräsident Mitglied des Vorstands des Finanzdienstleisters United Services Automobile Association (USAA). Gleichzeitig war er auch Vorstandsmitglied bei anderen Firmen. Im Jahr 1993 wurde er in eine Kommission zur Neuorganisation von amerikanischen Militärstandorten berufen (Base Realignment and Closure). Im August 2001 wurde er von US-Präsident George W. Bush als Zivilist zum Marineamt berufen. Dort war er zwischen dem 7. August 2001 und dem 1. März 2005 Abteilungsleiter für die Bereiche Energie und Umwelt im Umfeld von Marinestützpunkten (Assistant Secretary of the Navy Energy, Installations and Environment). Zwischen dem 7. Februar und dem 30. September 2003 war er gleichzeitig kommissarischer Secretary of the Navy. Damit ist er der bisher einzige Offizier der Luftwaffe, der dieses Marineamt ausübte.

## Orden und Auszeichnungen
Hansford Johnson erhielt im Lauf seiner militärischen Laufbahn unter anderem folgende Auszeichnungen:
- Defense Distinguished Service Medal
- Air Force Distinguished Service Medal
- Silver Star
- Legion of Merit
- Distinguished Flying Cross
- Defense Meritorious Service Medal
- Meritorious Service Medal
- Air Medal
- Presidential Unit Citation (sowohl für die Air force als auch für die Navy)
- Joint Meritorious Unit Award
- Air Force Outstanding Unit Award
- Air Force Organizational Excellence Award
- Combat Readiness Medal
- National Defense Service Medal
- Armed Forces Expeditionary Medal
- Vietnam Service Medal
- Humanitarian Service Medal
- Air Force Longevity Service Award
- Vietnam Gallantry Cross Unit Citation
- Vietnam Campaign Medal (Südvietnam)